# Josh Gabriel
Josh Gabriel is een Amerikaans dance-DJ en producer uit San Francisco. Hij is vooral bekend en actief in de Verenigde Staten. In 2001 besloot hij zijn krachten te bundelen met Dave Dresden om zo Gabriel & Dresden te vormen en sindsdien zijn ze vooral bekend geworden door de vele remixes die ze hebben geproduceerd.
In 2008 is het duo uit elkaar gegaan waarna Josh Gabriel solo verderging, maar begin 2011 werd Gabriel & Dresden hervat.

## Albums
- Eight (2008)